# Jean-Luc Mélenchon
Jean-Luc Mélenchon (født 19. august 1951 i Tanger (dengang international zone, nu Marokko)) er en fransk socialistisk politiker, der to gange forgæves har stillet op til posten som landets præsident.

## Partier
Jean-Luc Mélenchon har været medlem af flere partier og valgalliancer. I 1972–1976 var han medlem af den trotskistiske Organisation communiste internationaliste.
Fra 1976 til 2008 var han medlem af Socialistpartiet. I 2008–2014 var han et ledende medlem af Venstrepartiet.
I 2009–2016 ledede Jean-Luc Mélenchon valgalliancen Venstrefronten, og fra 2016 leder han den politiske bevægelse Det oprørske Frankrig.

## Lokalpolitiker
I 1983–1995 var Jean-Luc Mélenchon viceborgmester i Massy (en forstad i det sydlige Paris), og han fortsatte i byrådet til 2001. 
Desuden var han medlem af departementsrådet for Essonne i 1985–1992 og i 1998–2004. Han var næstformand for rådet i 1998–2004.

## Senator
I 1986–2000 og igen i 2004–2010 repræsenterede han Essonne i senatet.

## Uddannelsesminister
Jean-Luc Mélenchon var viceminister for erhvervsuddannelser i 2000–2002.

## Medlem af Europa-Parlamentet
Jean-Luc Mélenchon er medlem af Europa-Parlamentet. Han blev valgt i 2009 og genvalgt i 2014. 

## Præsidentvalgene i 2012 og 2017
Jean-Luc Mélenchon opstillede ved præsidentvalgene i 2012 og i 2017.
Ved valget i 2012 blev han nummer fire med 11,10 procent af stemmerne.

Ved valget i 2017 blev han også nummer fire. Denne gang med 19,58 procent af stemmerne.

1. ↑  Si on aime le peuple, on fait l’union !, hentet 17. september 2023 (fra Wikidata).